# オリヴィエ・ソルラン
オリヴィエ・ソルラン（Olivier Sorlin,1979年4月9日 - ）は、フランス・サンテティエンヌ出身の元プロサッカー選手。現役時代のポジションはMF。

## 経歴

### クラブ
ASOAヴァランスでプレーを始め、1997年11月13日にプロデビュー。1998年3月7日のLOSCリール戦でハットトリックを達成。
1999年、モンペリエHSCに移籍。リーグ・アン1999-00シーズン開幕戦のオリンピック・リヨン戦で移籍後初出場。すぐにレギュラーに定着したが、チームはリーグを最下位で終えリーグ・ドゥに降格した。翌シーズン、リーグ・ドゥを3位で終え1年でのリーグ・アン復帰を果たした。
2001-02シーズン終了後、RCランス、オリンピック・リヨン、ジロンダン・ボルドーなどが獲得に動いたが、スタッド・レンヌが300万ユーロで獲得した。レンヌで4シーズンを過ごした後、2005-2006シーズンにASモナコに移籍した。2006年、レンヌに戻った。
2009年1月、ギリシャのPAOKテッサロニキに移籍。 2010年、フランスに戻りリーグ2のエヴィアン・トノン・ガイヤールFCに加入。加入初年度でリーグ優勝と昇格を達成し、自身もリーグ・ドゥ年間ベストイレブンに選出された。2011年8月6日、リーグ・アンにおけるクラブ史上初のゴールを決めた。クラブはリーグ・アンで4シーズンを過ごし、2013年のクープ・ドゥ・フランスでは準優勝を果たした。
2016年8月2日、クラブの破産に伴いエヴィアンを退団。2016年10月1日、アヌシーFCに加入。

### 代表
U-21代表歴があり、2002年にUEFA U-21欧州選手権に参加した。

## タイトル

### クラブ
モンペリエ
- UEFAインタートトカップ: 1999

エヴィアン
- リーグ・ドゥ: 2010-11

### 個人
- リーグ・ドゥ年間ベストイレブン: 2010-11